# Hecamede albicans
Hecamede albicans är en tvåvingeart som först beskrevs av Johann Wilhelm Meigen 1830.  Hecamede albicans ingår i släktet Hecamede och familjen vattenflugor. Arten är reproducerande i Sverige. Inga underarter finns listade i Catalogue of Life.